# Шеметы
Ше́меты — шляхетский род герба «Лебедь» в Великом княжестве Литовском. Упоминаются с XV века.

## Наиболее известные представители рода
- Ян Юрьевич Шемет — сын Юрия Шеметовича, владел местечком Дубровляны (1539), в 1528 выставлял в литовское войско 38 конников. В начале 1530-х годов в великокняжеский суд обратился Лаврин Вольский с Подляшья. Жаловался он на Щастного Ильинича. Предметом разбирательства стали права на Обчовскую пущу, границы владений которой нарушал Ильинич. Лаврин предъявил документы, подтверждающие его право на пущу. В свое время это угодье было разделено между дворянами Николаем Зиновьевичем, Яном Шеметом, Николаем Ильиничем и Збожным Немиричем. Вскоре Зиновьевич, женатый на сестре Николая Ильинича, продал большую часть пущи Яну Шемету за 150 коп грошей и кунью шубу. Далее Шемет продолжил собирание угодий, купив за 130 коп часть Ильинича. Далее от Шемета, на дочери которого женился Лаврин, пуща перешла к Лаврину по наследству. «Попис войска литовского 1567 года» содержит сведения о нем: «Ян Шемет з ыменья Дитвы выслал слугу, а сам дома хвор, и ставил меринца 2, рогатн., кор. Он же ставил драба 1 з рогатн»[2].
- Анна Шемет — в браке за Иеронимом (Ивана) Ходкевичем (1536).
- Малхер Станиславович Шемет (?-1570) — подстароста жамойский, тиун рейтарский с 1548, староста динанбургский в 1560, каштелян жамойский с 1566. В «Реестре панских почтов» [1536 г., май — июнь (?)] записано: «Пан Малхер Шемет сам — 6 коней». «Попис войска литовского 1567 года» содержит сведения о его владениях: «Кашталян земли Жомоитское. Месяца октябра 24 дня. Пан Малхер Шемет, кашталян земли Жомойтское, з ыменья своего Шовлянского, Подюрского, Верпянского, Кгровжишского, в земли Жомойтской лежачих; и з ыменья Жирновского в повете Виленском; з ыменья Лучайского в повете Ошменском а з села Оревеничи и Кукиши в повете Ошменском же; с тых всих именей ставил коней шестьдесят сем пнцри, прил., тарчи, древа. Особливе при том почте езном ставил драбов тридцать чотыри з ручницами»[3].
- Вацлав Мальхерович Шемет — сын Мальхера Станиславовича, державца расиенский и скирстимонский в 1575. В «Реестре панских почтов» [1536 г., май — июнь (?)] записано: «Пан Войтех Шеметович сам — 4 кони».
- Мартин Мальхерович Шемет. В «Реестре панских почтов» [1536 г., май — июнь (?)] записано: «Пан Мартин Шеметович сам — 6 коней».
- Мальхер Шемет (?-до 1594) — 8 сентября 1565 года король отправил гонца Яна Скормонта с листом о присылке провианта для войск, в том числе: «… до тивуна Берженянского Мал[хера] Шемет[а]». В 1586 — тивун Малых Дервян, с 1586 — маршалок господарский.
- Станислав Шемет (?-ок.1590) — тиун поюрский в 1567, кухмистр ВЛК в 1576—1589. Женат на Анне Кезгайло.
- Галина Шемет — вдова смоленского каштеляна, владелица в 1616 г. местечка Маньковичи Ошмянского повета.
- Александра Елизавета Шемет. В браке с Богданом Огинским (ум. в 1649 г.).
- Габриель Шемет. В 1649 году на должность подкамория Слонимского вместо Габриеля Шемета назначается Александр-Гилларий Полубинский.
- Ероним Станиславов сын Шемет и Хриштоп Станиславов Шемет (волковысского повета шляхта), Ян Станиславов сын Шемет (лидский повет), Александр Ярославов сын Шемят (новгородская (новогрудская) шляхта) упоминаются в «Крестоприводной книге шляхты Великого княжества Литовского 1655 года»[4].
- Николай Казимир Шемет — подкоморий венденский в 1669—1679, подсудок жамойтский в 1674, депутат сейма 1669. Выступил за союз со Швецией и в 1655 году вместе с другими представителями политической элиты ВКЛ подписал акт Кейданской унии. В дальнейшем разочаровался в политике шведского короля Карла Х Густава и стал одним из наиболее видных деятелей антишведского сопротивления. Участник битвы под Охматовом с татарами в составе войска князя Иеремии Вишневецкого в 1655. Участвовал в походах, которые описал как очевидец в стихотворениях: «О przewažnych wojennych dziełach wielkiego rycerza księcia Jeremiego Michała Korybuta Wiśniowieckiego» и «Potrzeba Ochmatowska» (1644). В 1657 году написал поэму «Рассказ про отход Жемайтии под шведскую опеку и выход из-под нее» (была напечатана только в 1994 году). Рассказ составлен в виде обращения к Яну Казимиру, которого он именует «Божьей милостью король Польский, великий князь Литовский, Шведский, Готский и Вандальский наследственный король». Составил генеалогию Вишневецких (1669).
- Ян Станиславов сын Шемет — шляхтич Лидского повета, отмечен в Крестоприводной книге Великого княжества Литовского 1655 года.
- Станислав Самуэль Шемет (?-1684) — польский поэт, автор неизданных религиозных и сатирических поэм.
- Николай Шемет (ок. 1676 — 1736) — кастелян полоцкий, посол сейма.
- Данило Шемет (?-1738) — наказной полковник Войска Запорожского, участник персидского похода 1724 год.
- Александр Шемет (1800—1835) — ориенталист, профессор Краковского университета. Выпустил несколько книг на польском, французском и латинском языках, в том числе «Историю Аббасидов» (Париж, 1823).
- Игнат Шемет — герой Отечественной войны 1812 года, предводитель Гродненского дворянства.
- Шемет — шляхтич из местечка Городечно. В 1825 году построил в Городечно Кобринского уезда Покровскую униатскую церковь (в память о битве русских и французских войск 31.07.1812 г.).
- В Москве на Введенском кладбище есть надгробная надпись: «Мария-Иосиф Кечгайло-Шемет, родился в 1835,переселился на Небеса в 1836. Невинный с праведными да упокоится»
- Йозеф Шемет — участник январского польского восстания, предводитель Шавельского дворянства.
- Михаил Казимирович Шемет (1837—1911) — предводитель Лубенского дворянства, владелец имения в Александровке, герой обороны Севастополя (1855).
- Михаил Андреевич Шемет. В 1875 году состоял в Винницком мещанском христианском обществе.
- Владимир Михайлович Шемет (1873—1933) — известный политический деятель, депутат Государственной думы Российской империи I созыва, подписал «Выборгское воззвание», основатель первой газеты на украинском языке в Российской империи «Хлебороб», член Центральной рады, содействовал открытию первых украинских гимназий в Киеве и Лубнах.
- Сергей Михайлович Шемет (1875—1957) — известный политический деятель, организатор Украинской народной партии и Украинской демократическо-хлеборобской партии, содействовавшей приходу к власти на Украине гетмана П. П. Скоропадского; в эмиграции — личный секретарь П. П. Скоропадского и основатель «Союза хлеборобов Державников», издатель сборника «Хлеборобская Украина», один из основателей «Союза украинских организаций Австралии».
- Николай Михайлович Шемет (1882—1918) — известный политический деятель, создатель Украинской народной и Украинской радикальной партий, издатель журнала «Самостийна Украина», вместе с Н. Михновским издал брошюру «Самостийна Украина».
- Богдан Владимирович Шемет (1908—1992) — известный политический деятель в эмиграции, один из основателей и многолетний руководитель «Союза украинских организаций Австралии», основатель «Гетманской организации Австралии».

## Граф Шемет в литературе
В сентябре 1869 года в Revue des Deux Mondes была опубликована «страшная» повесть Проспера Мериме «Локис».